# Chiesa di San Paolo (Silea)
La chiesa di San Paolo è stata una chiesa situata a Lanzago (Silea), la cui fondazione risaliva all'VIII secolo. Era tra le più antiche chiese della diocesi di Treviso. La chiesa, con il suo annesso monastero, costituiva uno dei primi insediamenti monastici dei nonantolani sul territorio trevigiano.

## La chiesa di San Paolo di Lanzago

### La fondazione
Nel Settecento è stato ritrovato un antico documento del XII secolo presso l'antico monastero di Santa Maria Maggiore e di Santa Fosca di Treviso, che, fondato nel 776, appartenne al monastero di S. Silvestro di Nonantola fino al 1462. Si tratta di una pergamena che fa riferimento alla fondazione della Chiesa di San Paolo di Lanzago. Di questo ritrovamento riferisce lo storico Rambaldo degli Azzoni Avogaro (1716-1790) nella sua opera Illustrazione di una carta dell'VIII secolo scritta in Trivigi concernente l'antichità del monastero Nonantolano, edita nel 1773.
L'Avogaro scrive che questo antico documento, datato fra il settembre del 726 e il giugno del 727, venne ricopiato integralmente in una pergamena a metà del XII secolo e successivamente trascritto nel XVI secolo, da un copiatore che definisce《poco perito》, che sul rovescio riporta la nota: 
Nell'opera lo storico riporta integramente il testo del documento con il quale un certo Lorenzo, chierico, con la moglie Petronia, donano i loro beni, tra cui una casa a Treviso e diversi terreni, alla chiesa di San Paolo di Lanzago.
Il documento riporta inoltre che la chiesa e il monastero da loro fondati e dove avevano intenzione di andarci a vivere, alla loro morte dovevano passare, con tutte le altre loro proprietà, al Monastero di San Silvestro di Nonantola.
Il documento sottoscritto dal chierico Lorenzo e da sua moglie Petronia (che firma col segno della croce) è redatto dal notaio Agnello, chierico, che lo sottoscrive assieme a tre testimoni, Ugo, Dagrus Garsi e Garisindus.

### La discussione fra gli storici sulla veridicità del documento
Nel corso del Settecento si apre un dibattito fra gli storici da cui emergono varie posizioni sulla veridicità del documento precedente. Ludovico Antonio Muratori (1672-1750), tra i più importanti storici del tempo, sembra non abbia dato un giudizio definitivo. Girolamo Tiraboschi, autore di due volumi sulla Storia dell'augusta badia di San Silvestro di Nonantola, ebbe invece con l'Avogadro un lungo carteggio; pur non esprimendosi contro la veridicità della pergamena originale, riteneva un'interpolazione la parte che si riferiva alla donazione al monastero di Nonantola. Per il Tiraboschi non vi era alcun dubbio che il monastero fosse stato fondato nel 742 da S. Anselmo di Nonantola, qualche decennio dopo l'atto di donazione in oggetto.
Altro parere fu quello di Pier Angelo Passolunghi che, pur ritenendo la pergamena "fabbricata sulla base di un documento autentico, forse coi medesimi nomi dei personaggi", credeva che fosse opera del priorato nonantolano di Santa Fosca.
Per Carlo Agnoletti (1845-1913), storico trevigiano, autore del volume Treviso e le sue pievi, non vi sono dubbi sull'autenticità del documento e lo riporta integralmente come prova della fondazione della chiesa di San Paolo di Lanzago, successivamente passata ai nonantolani. Egli osserva inoltre come probabilmente i nonantolani traessero il loro nome dal verbo latino novare, cioè modificare, rinnovare, sistemare terreni selvosi e paludosi e che esistessero già dal VI secolo, anche se da fonti scritte il monastero di Nonantola risulta fondato alla metà dell'VIII secolo.
Un altro storico che si occupò della pergamena fu Giovanni Battista Pigato (1910-1976), religioso e letterato, che nel suo libro Madonna Grande, parla diffusamente di questa carta dell'VIII secolo e rileva come nell'Alto Medioevo era un fenomeno piuttosto comune fondare o cercare rifugio nei monasteri benedettini, per fuggire dalla situazione di insicurezza che dominava durante il periodo del dominio longobardo in Italia.
Per Giovanni Battista Pigato la carta è molto probabilmente corretta, in quanto la vicenda è verosimile e la chiesa di San Paolo di Lanzago, dalla sua fondazione è sempre appartenuta alla Badia di Nonantola, per il tramite del monastero di Santa Maria Maggiore di Treviso. Questo fino a quando, nel 1467, ai nonantolani succedettero i canonici regolari lateranensi.

## Notizie storiche sulla chiesa

### Fonti storiche documentali

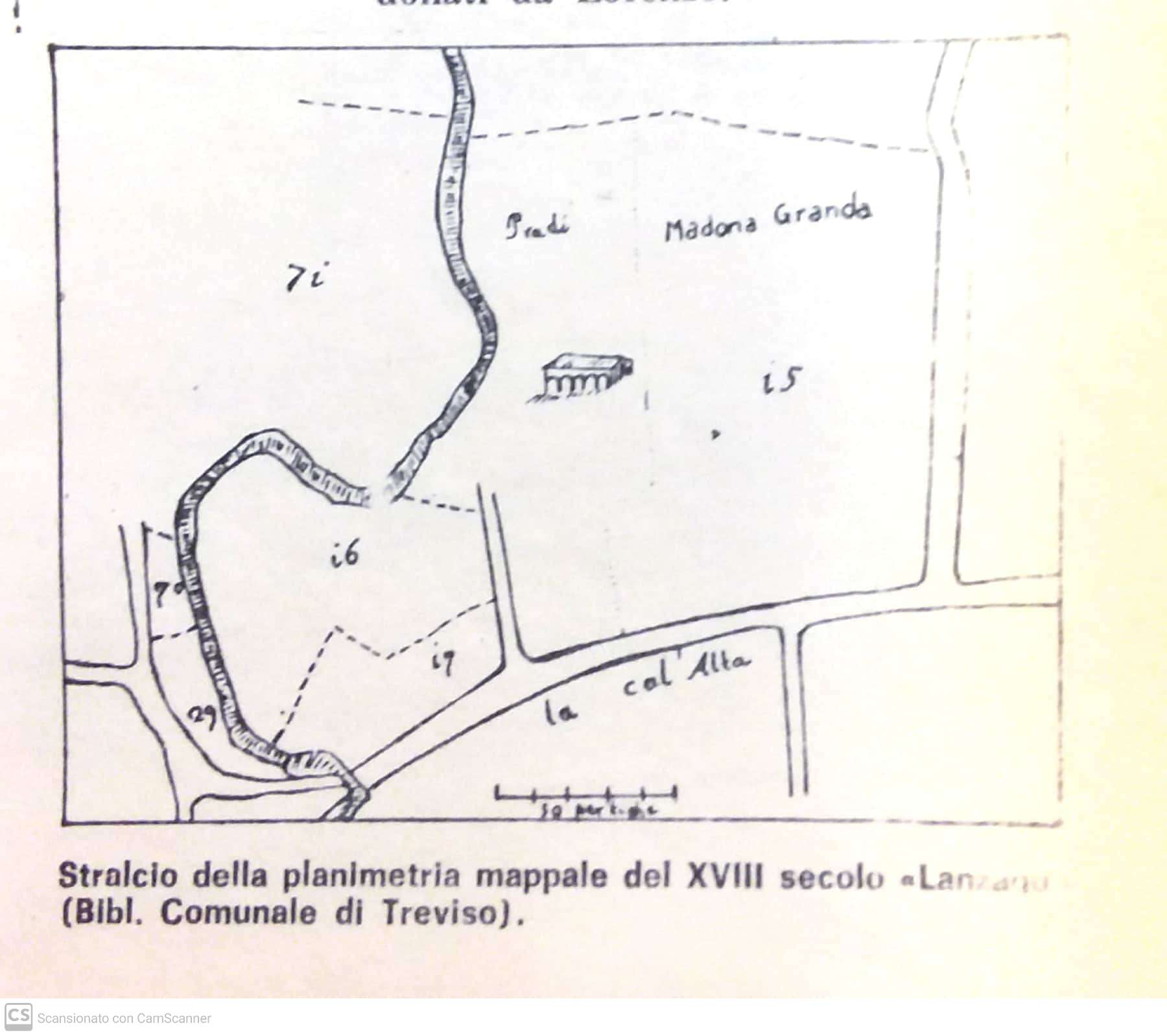
Antica mappa di Lanzago da La Vita del Popolo del 2 e 16 aprile 1967

Attorno alla chiesa e al monastero si formò un piccolo villaggio che prese il nome di Lanzago, che nel tempo divenne il centro di una determinata comunità rurale. 
Dalla documentazione rintracciata è stato possibile ricostruire un breve elenco, anche se molto parziale, di parroci e cappellani che, oltre al fondatore, si sono succeduti durante il Trecento nell'Ecclesia Sancti Pauli de Lançago:
- 727 Clericus Laurentius, fondatore
- 1312 Clericus Albertus, rettore
- 1312 Presb. Bitinus, rettore
- 1330 Clericus Albertus, rettore
- 1344-1348 Presb. Bitinus, rettore
- 1378 Presb. Johannes Honorati, cappellano.

Un riferimento alla chiesa si ritrova in un documento del 1225 che menziona l'Ecclesia et monasterium Sancti Pauli de Lançago, in relazione ad un contratto di affitto per delle proprietà della chiesa e del monastero.
Nel 1297 la chiesa era così importante da venire considerata come la ventitreesima cappella della Pieve di San Giovanni Battista di Treviso Archiviato il 5 novembre 2021 in Internet Archive.. Esistono documenti dell'anno 1315 che citano la Regula de S. Pauli de Lançago. Occorre precisare che la Regula era un villaggio di una certa consistenza, un comune rurale con un proprio statuto e soggetto a imposizioni fiscali e a obblighi per servizi collettivi, come le opere di pubblica utilità. 
In una carta del 1423 alla chiesa è attribuito il titolo di Pieve e altri documenti attestano che la chiesa e le sue proprietà appartenevano, sempre nel XV secolo, a Santa Maria Maggiore di Treviso. Apprendiamo altresì che nel 1474 la chiesa era senza curato e con una rendita molto esigua.

### La scomparsa della chiesa
A seguito degli eventi legati all'assedio di Treviso nel corso della guerra della lega di Cambrai, nel 1511 la chiesa venne parzialmente distrutta e ricostruita qualche anno dopo. Da un documento dell'anno 1549, la chiesa risulta appartenere sempre al monastero di Santa Maria Maggiore di Treviso e nel 1554 vi sono documenti che fanno riferimento a dei lavori di restauro. Nel 1568 i suoi benefici spettavano ancora ai frati di Santa Maria Maggiore, che andavano a celebrare la Messa il 30 giugno di ogni anno. Nel 1575 la chiesa e le sue proprietà di 70 campi appartenevano alla chiesa di Santa Fosca di Treviso, chiesa collegata alla Madonna Grande.
Tuttavia, nel 1592 il parroco della vicina chiesa di Melma (ora Silea) riferisce al Vescovo di Treviso nel corso di una visita pastorale, che la chiesa di San Paolo era ormai ridotta in pessime condizioni, senza rettore e senza entrate. Suggerisce quindi al vescovo il suo abbattimento. In effetti, qualche anno dopo il decreto vescovile del 19 settembre 1615 aggrega la comunità di San Paolo di Lanzago a quella di San Michele di Melma.
Della chiesa e del monastero di San Paolo non rimane oggi alcuna traccia e non si hanno nemmeno ulteriori notizie. L'Azzoni Avogaro alla fine del Settecento scriveva che sul luogo era rimasto il toponimo le Sampaole, ma ora questo toponimo è andato perduto. La gente del posto, come precisato nell'articolo del settimanale diocesano La Vita del Popolo del 2 e 16 aprile 1967, intitolato Il plurimillenario S. Paolo di Lanzago, ricorda che questa località era chiamata "i frati" ed esiste attualmente, poco distante, la via dei Frati.

## Altri luoghi di culto

### L'oratorio della Visitazione di Maria
Si ha notizia della presenza nel Settecento dell'Oratorio della "Visitazione di Maria", appartenente alla Certosa del Montello, che a Lanzago aveva un convento ed un ospizio oltre a diverse proprietà terriere, donate da Philippe de Mezieres (1327-1405 circa) verso la fine del Trecento. 
Nel 1779 in un documento relativo ad una visita pastorale del vescovo alla comunità di S. Michele di Melma è citato come Oratorio di S. Maria Maddalena, appartenente all'ospizio dei certosini del Montello (presumibilmente l'Oratorio della Visitazione), in cui si precisa che era stato visitato nel 1759 dal superiore provinciale padre Onigo.
Queste proprietà della Certosa, compreso il monastero e l'oratorio, durante il periodo napoleonico vennero espropriate e vendute a privati. L'oratorio, sempre in mano a privati e ormai decadente, venne ricostruito nel 1825.

### Il capitello della Madonna del Carmine

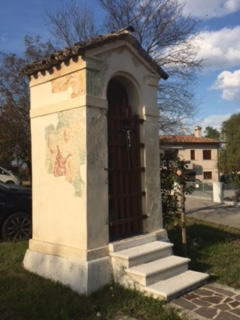
Capitello della Madonna del Carmine a Lanzago

Sempre a Lanzago è presente un antico capitello, che la credenza popolare ritiene sia stato edificato nei pressi dell'antica chiesa di San Paolo. In effetti tale tradizione è confermata dal parere degli storici secondo i quali era previsto dalle leggi canoniche che sul luogo dove era stato costruito un edificio di culto consacrato dovesse essere posta una piccola costruzione dedicata o un'immagine sacra. Tale capitello è descritto nell'articolo già citato de La Vita del Popolo del 2 e 16 aprile 1967 e si trovava nel giardino di un'abitazione privata fino a quando, nel 2005, venne deciso di spostarlo in area pubblica a qualche decina di metri dalla sua collocazione originaria.

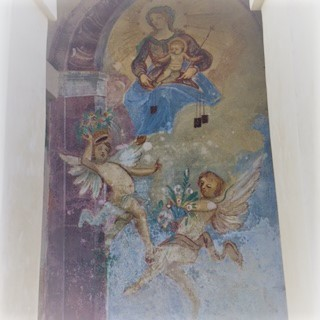
Affresco della Madonna del Carmine a Lanzago

La ricollocazione del manufatto fu alquanto difficoltosa sia perché risultò molto pesante sia perché, secondo testimoni oculari, lo scavo intorno al capitello fece emergere una parte sommersa profonda oltre due metri. Fatto che appare piuttosto inusuale per una costruzione così piccola.
Fondamenta così profonde potrebbero far pensare a un utilizzo di materiali o strutture di un edificio preesistente (forse dell'antica chiesa di San Paolo di Lanzago). Una conoscenza più approfondita potrebbe derivare da una ricerca di tipo archeologico sui mattoni rimasti sepolti nella loro posizione originaria oppure su quelli attualmente alla base del capitello.
Il capitello, riconsacrato alla Madonna del Carmine, è stato restaurato dopo la sua ricollocazione e sono tornati alla luce gli affreschi originari. All'interno si può vedere, tra l'altro, una Madonna fra due angeli e nel soffitto una Colomba, mentre all'esterno, è presente un San Cristoforo. Sono rilevabili altresì, in diverse parti del tempietto, altre tracce di decorazioni e di affreschi.